# Строгое решение задачи о распространении тока на вибраторе
Математически строго задача об излучении симметричного вибратора сводится к решению уравнений Максвелла, удовлетворяющих граничным условиям на поверхности вибратора при заданных сторонних токах, и условию излучения (поле на большом расстояние от вибратора должно представлять уходящую сферическую волну). Если вибратор является идеально проводящим, то граничные условия на его поверхности сводятся к равенству нулю касательной составляющей напряженности электрического поля Eτ = 0 всюду, исключая точки приложения сторонней ЭДС. На участке действия генератора высокой частоты, т.е. в точках приложения сторонней ЭДС., нулю равна сумма касательных составляющих сторонней ЭДС и напряженности электрического поля.

## Методы строгого решения внутренней задачи
Существуют два метода строгого решения внутренней задачи, т.е. определения закона распределения излучающих токов на поверхности вибратора:
- метод интегро-дифференциального уравнения;
- метод собственных функций.

Остановимся кратко на первом методе решения. Решив внутреннюю задачу, можно переходить к внешней задаче – определению ДН вибратора и других параметров.

## Приближённая теория вибратора
При инженерных расчетах обычно используется приближенная теория симметричного вибратора, базирующаяся на двух предположениях:
1. Симметричный вибратор в отношении распределения тока представляет собой двухпроводную линию с потерями, разомкнутую на конце;
2. Поле излучения вибратора есть сумма полей элементарных вибраторов, на которые может быть разбит симметричный вибратор.
Таким образом, при решении внутренней задачи (определение распределения тока по антенне) может быть использована теория линий с волной Т. Вибратор при этом представляется в виде разомкнутой линии, каждый провод которой развернут на 90° в разные стороны.